# برونو اشتفان
برونو اشتفان (آلمانی: Bruno Stephan؛ ۳۰ ژوئیه ۱۹۰۷ – ۵ ژانویه ۱۹۸۱) فیلم‌بردار اهل آلمان بود.
وی فیلم‌بردار فیلم‌هایی همچون پاراسلسوس و بازگشت بوده‌است.